# Münzschatz von Altlandsberg
Der Münzschatz von Altlandsberg ist ein Hort von nahezu 7500 Münzen aus dem 14. und 15. Jahrhundert. Sie lagen in einem Keramikgefäß, das Ende 2016 bei Bauarbeiten im Erdboden des ehemaligen Schlossviertels von Altlandsberg entdeckt wurde. Der Hort gilt als der bedeutendste Münzschatz in Brandenburg.

## Fundstücke und Niederlegung
Der Münzschatz besteht aus 7450 Gold- und Silbermünzen unterschiedlicher Münzprägungen und Größen bei einem Gewicht von 2,35 kg. Ersten Untersuchungen zufolge wurden sie in der Zeit um 1300 bis etwa 1430 geprägt. Im Einzelnen handelt es sich um Groschen und Gulden sowie um tausende silberne Hohlpfennige. Die Hohlpfennige stammen aus der Region und haben ein Gewicht von jeweils etwa 0,3 Gramm. Die übrigen Münzen des Fundes kommen zum Teil aus weiter entfernten Gebieten, darunter elf rheinische Reichsgoldgulden sowie 13 Prager und Meißner Silber-Groschen aus der ersten Hälfte des 14. Jahrhunderts. Die Fundstücke werden nach einer ersten Begutachtung noch weiter gereinigt und numismatisch untersucht. Die Forscher versprechen sich davon Erkenntnisse über die früheren Handelsbeziehungen. Nach dem Brandenburgischen Denkmalschutzgesetz steht der Münzschatz im Eigentum des Landes Brandenburg.
Der Grund für die Niederlegung des Münzschatzes ist bisher ebenso unbekannt wie der frühere Besitzer der Münzen. Laut dem Leiter des Brandenburgischen Landesamtes für Denkmalpflege Franz Schopper gehen die Archäologen vorbehaltlich der weiteren Untersuchungen davon aus, dass die Münzen vergraben worden sind, um sie vor den Hussiten zu retten. Diese nahmen während der Hussitenkriege Altlandsberg 1432 bei einer Belagerung ein und brannten den Ort nieder.

## Entdeckung und Präsentation
Das Keramikgefäß mit den Münzen wurde am 7. November 2016 bei Baggerarbeiten auf dem Gelände des früheren Schlossgutes gefunden und fachgerecht geborgen. Es lag in einer Bodenschicht aus Torf. Die Bauarbeiten wurden archäologisch begleitet, da im Boden des ehemaligen Schlossviertels noch Reste des im 18. Jahrhundert abgerissenen Schlosskomplexes erwartet wurden.
Die Fundstelle liegt nahe dem Brau- und Brennhaus, das um 1658 errichtet wurde. Zum vermuteten Niederlegungszeitpunkt der Münzen im 15. Jahrhundert war dies ein Bereich außerhalb der Stadt im unmittelbaren Vorfeld der Stadtbefestigung. Die Schlossbauten bestanden zu dieser Zeit noch nicht, sondern wurden erst im 17. Jahrhundert vom Stadtherrn Otto von Schwerin errichtet. Für das frühere Schlossviertel kündigte der Bundesverband der privaten Historiker ab Dezember 2016 archäologische Prospektionen an, unter anderem mit Georadar. Sie gelten den Grundmauern der dort vermuteten Burg von Altlandsberg.
Der Münzschatz wurde am 21. Dezember 2016 erstmals der Öffentlichkeit in der Schlosskirche Altlandsberg im Beisein der Brandenburgischen Kulturministerin Martina Münch vorgestellt. Da er als der bedeutendste Münzfund des Landes Brandenburg gilt, wird er voraussichtlich im Archäologischen Landesmuseum in Brandenburg an der Havel ausgestellt.